# Olga Kotlyarova
Olga Kotlyarova, née le 12 avril 1976 à Sverdlovsk, est une athlète russe qui court principalement sur 400 m. Elle a remporté le bronze en relais 4 × 400 m aux Jeux olympiques d'été de 2000. 
Depuis 2005, elle se concentre surtout sur le 800 m, devenant championne d'Europe sur cette distance en 2006. Elle a échoué à se qualifier pour le 800m des Jeux olympiques de Pékin en terminant à la 5e place des sélections Russes.

## Palmarès

### Jeux olympiques
- Jeux olympiques d'été de 2000 à Sydney ( Australie)
  -  Médaille de bronze en relais 4 × 400 m

### Championnats du monde d'athlétisme
- Championnats du monde d'athlétisme de 1999 à Séville ( Espagne)
  -  Médaille d'or en relais 4 × 400 m

### Championnats du monde d'athlétisme en salle
- Championnats du monde d'athlétisme en salle de 1997 à Paris ( France)
  -  Médaille d'or en relais 4 × 400 m
- Championnats du monde d'athlétisme en salle de 1999 à Maebashi ( Japon)
  -  Médaille d'or en relais 4 × 400 m
- Championnats du monde d'athlétisme en salle de 2001 à Lisbonne ( Portugal)
  -  Médaille d'argent sur 400 m
  -  Médaille d'or en relais 4 × 400 m
- Championnats du monde d'athlétisme en salle de 2004 à Budapest ( Hongrie)
  -  Médaille d'or en relais 4 × 400 m

### Championnats d'Europe d'athlétisme
- Championnats d'Europe d'athlétisme de 1998 à Budapest ( Hongrie)
  -  Médaille de bronze sur 400 m
  -  Médaille d'argent en relais 4 × 400 m
- Championnats d'Europe d'athlétisme de 2006 à Göteborg ( Suède)
  -  Médaille d'or sur 800 m

### Championnats d'Europe d'athlétisme en salle
- Championnats d'Europe d'athlétisme en salle de 1996 à Stockholm ( Suède)
  -  Médaille d'argent sur 400 m